# سواروفسکی

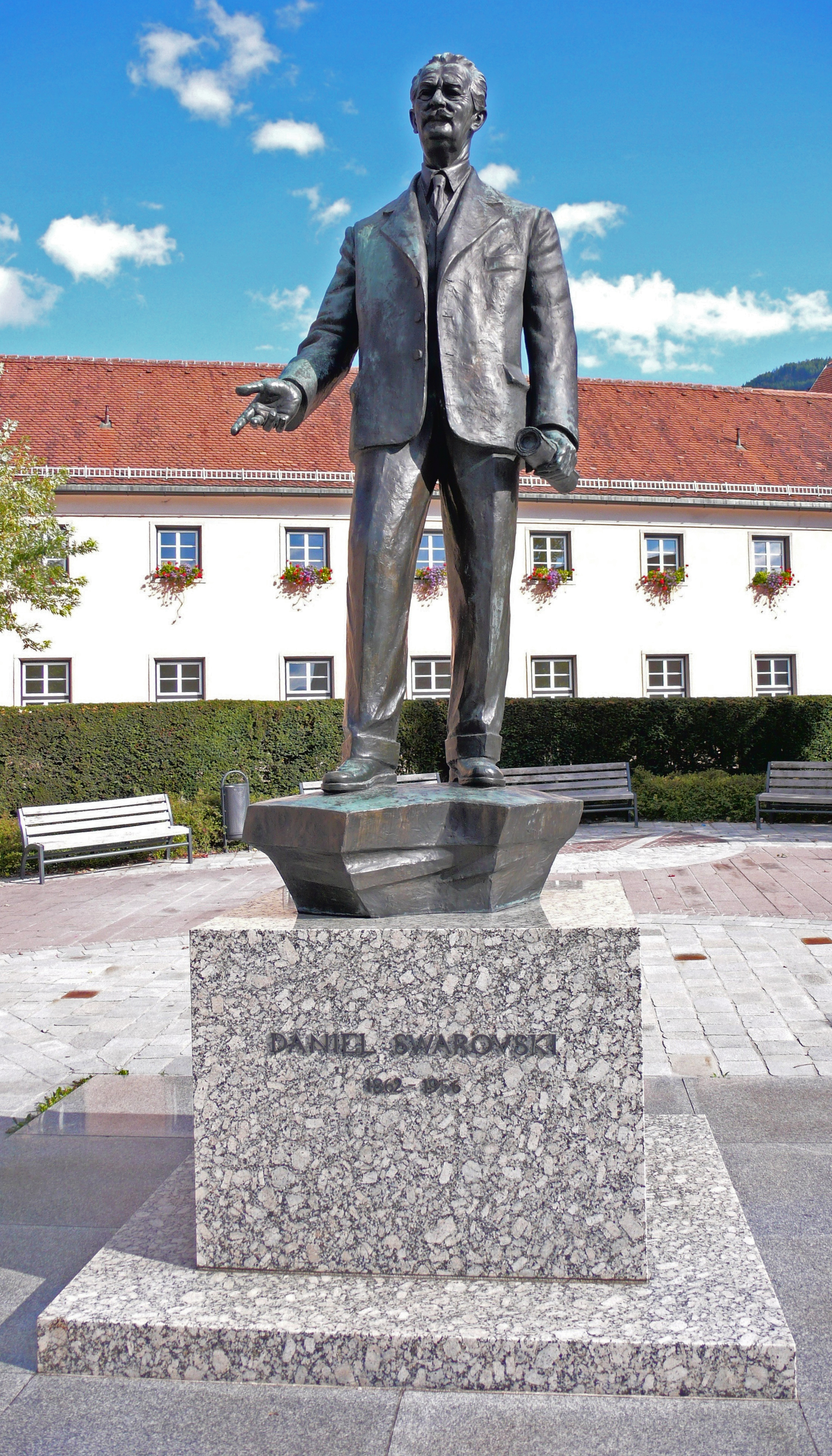
مجسمه یادبود دانیل سواروسکی بنیان‌گذار سواروسکی

سواروسکی (به انگلیسی: Swarovski) یک شرکت اتریشی سازنده شیشه-کریستال‌های تزئینی، جواهرات و لوازم جانبی لوکس است که در سال ۱۸۹۵ توسط دانیل سواروسکی تأسیس شده‌است. سواروسکی علاوه بر تولید کریستال و لوازم تزئینی، به تولیدات متفاوت دیگری همچون سازه‌های مرتبط با چشم‌پزشکی مانند عدسی و شیشه‌های عینک، شیشه تلسکوپ‌های پیشرفته، دوربین اسلحه‌های شکاری و دوربین‌های شکاری نیز مشغول می‌باشد.
سواروسکی اپتیک از شرکت‌های زیرمجموعه گروه سواروفسکی است که به تولید تجهیزات اپتیک مانند دوربین دوچشمی، دوربین تفنگ، فاصله‌یاب، دوربین دید در شب و تلسکوپ می‌پردازد. دفتر مرکزی سواروسکی اپتیک در شهر ابسام در ایالت تیرول اتریش قرار دارد.

#### همکاری با ایران
سواروسکی در سال ۱۳۹۶ شمسی، همکاری با گروه برندهای درسا (چرم درسا) را در ایران آغاز کرد. اسفند ۱۳۹۶، خانه درسای تهران از اولین کلکسیون‌های درسا با کریستال‌های سواروسکی رونمایی کرد.

## نگارخانه

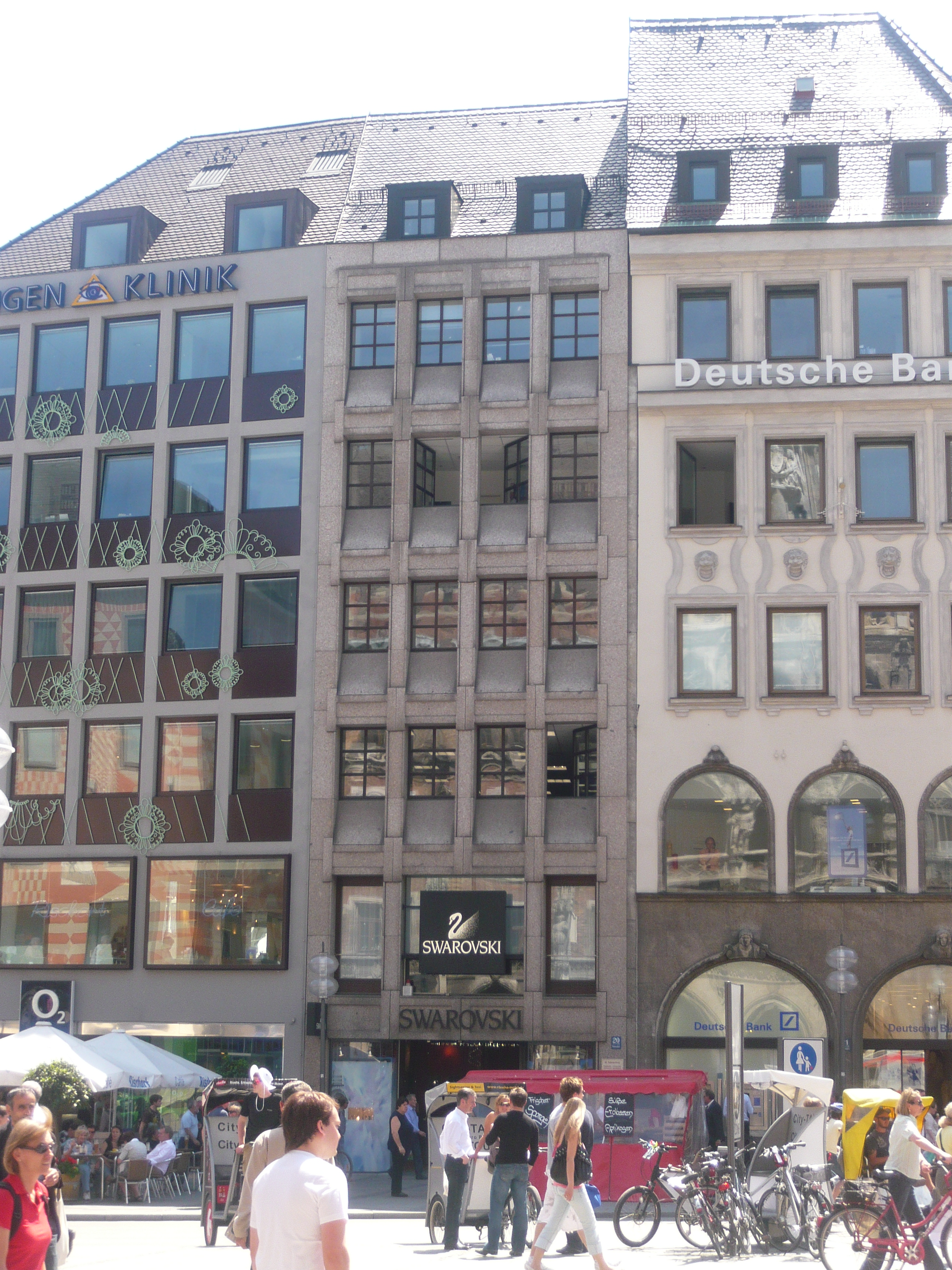
فروشگاه سواروسکی در مونیخ
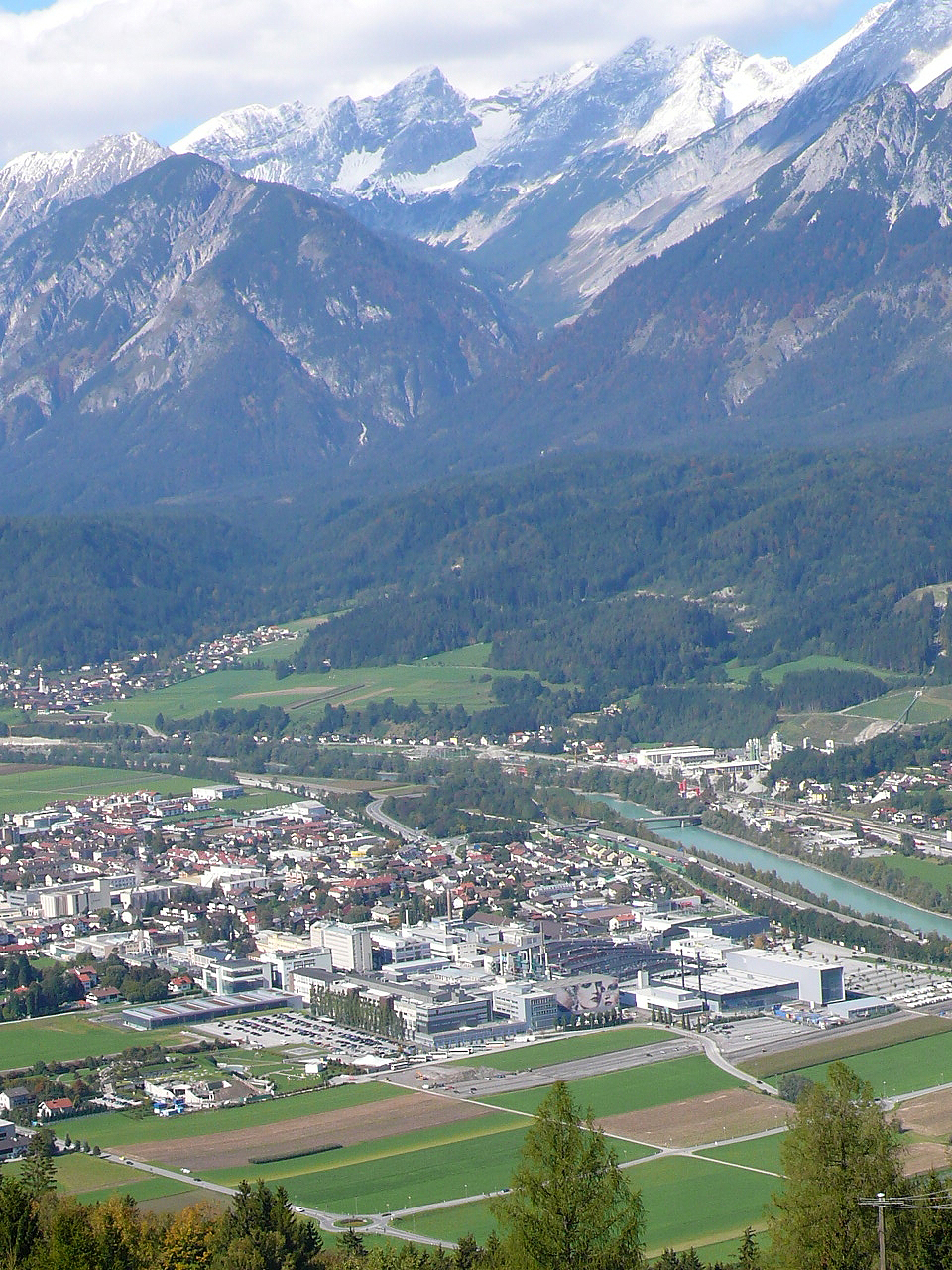
سواروسکی واتنز
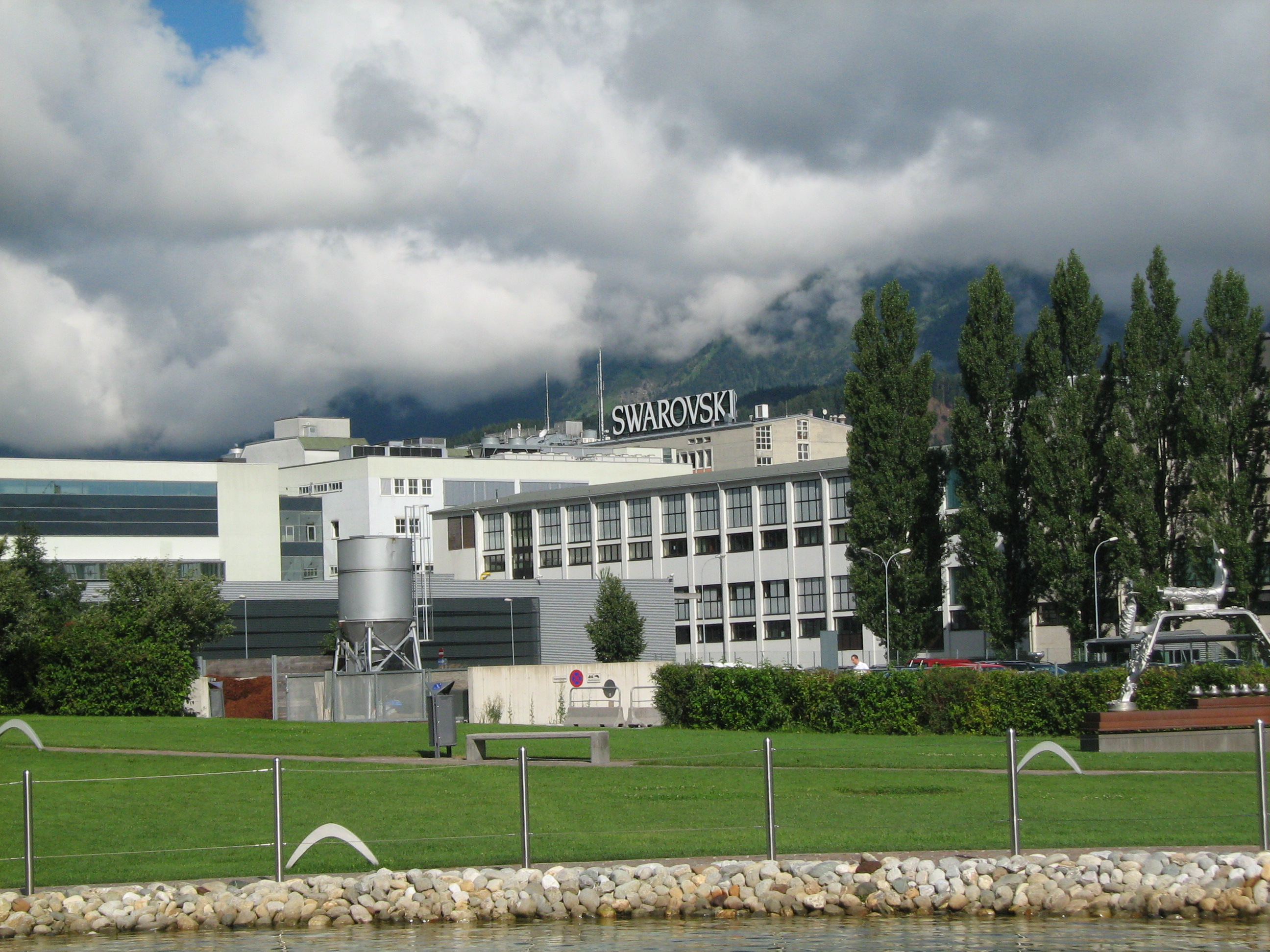
کارخانه در واتنز
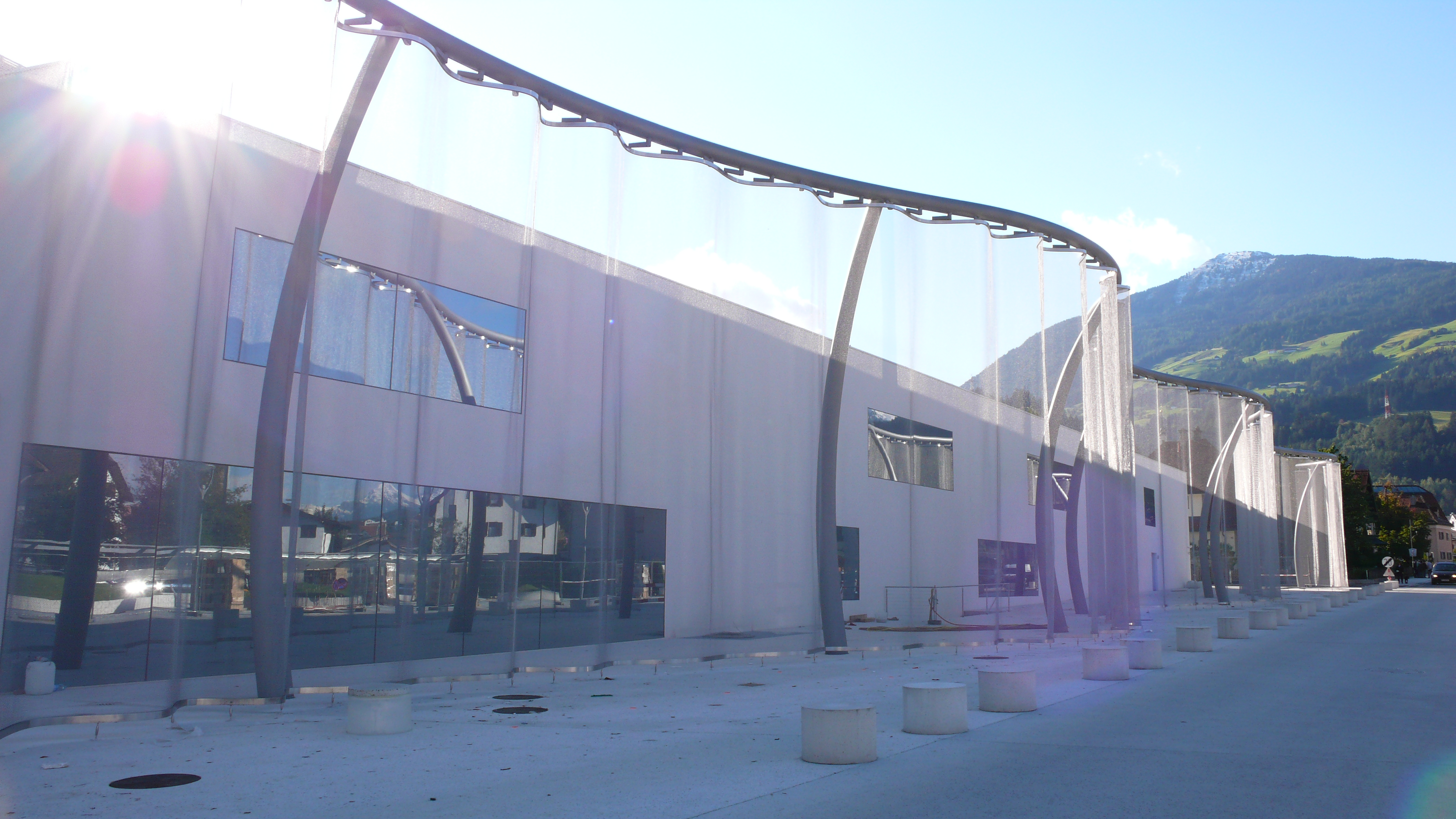
Swarovskistraße Wattens September 2007